# The Magic of Disney Animation
The Magic of Disney Animation, The Art of Disney Animation ou La Magie de l'Animation Disney est une attraction-exposition sur les coulisses de la production des films d'animation Disney.
Le principe de l'attraction a vu le jour dans les années 1960 au parc Disneyland comme une simple exposition nommée The Art of Animation, mais l'attraction n'a vu le jour qu'en 1989 avec le parc Disney-MGM Studios. En raison des problèmes financiers du secteur de l'animation à la fin des années 1990, les attractions construites ensuite sont devenues de simples expositions interactives. En 2003, l'attraction originale a été réduite comme ses consœurs avec la fermeture du seul véritable studio d'animation accolé aux attractions.

## Les attractions

### Disneyland
À la fin les années 1950, Walt Disney a voulu montrer au public l'histoire et le développement d'un film d'animation après avoir réalisé La Belle au bois dormant (1959). Il fit réaliser une exposistion qui après une tournée aux États-Unis, en Europe et en Asie, s'installa au sein du parc Disneyland.
- Nom : The Art of Animation
- Ouverture :  28 mai 1960
- Rénovation : 5 septembre 1966
- Type d'attraction : exposition

### Disney's Hollywood Studios
Un immense bâtiment hébergeait les studios Walt Disney Animation Florida de Walt Disney Pictures en Floride. Les studios ont fermé en 2003. L'attraction fut totalement revue et seule une petite exposition accueillait encore les visiteurs dans l'entrée du bâtiment.

#### De vrais studios
À l'ouverture du parc en 1989, de vrais studios occupaient une partie du bâtiment de l'attraction. Cette dernière permettait réellement de côtoyer des animateurs en plein travail.
À partir de 1994, un important bâtiment de 3 étages a été construit derrière l'attraction afin d'accueillir un plus grand nombre d'animateurs tandis qu'une structure de parking était construite près de l'Earffel Tower. Les animateurs avaient alors des sessions de travail et des séances de présences dans l'attraction.
- Ouverture : 1er mai 1989 (avec le parc)[2]
- Fermeture : janvier 2003
- Durée : 35 min
- Situation : 28° 21′ 28″ N, 81° 33′ 40″ O

L'attraction débutait par la projection d'un film d'environ 10 min nommé Back to Neverland (Retour au Pays Imaginaire comme le film Peter Pan 2 sorti plusieurs années plus tard). Ce film présente d'une manière ludique les principes de l'animation et des personnages animés. Le visiteur parcourait ensuite un couloir décoré d'œuvres d'art extraites des longs métrages de Disney avant d'atteindre les départements animation.
Cette section était découpée en fonction des étapes de la production d'un film :
- L'histoire montrait le développement des personnages et de leurs aventures
- Le layout (découpage) chaque scène est définie
- L'animation les attitudes des personnages sont dessinées pour chaque scène
- Le nettoyage les crayonnés sont nettoyés
- Les effets de feu, pluie, lumière ou autres sont créés
- Les décors d'arrière-plan sont conçus dans un service à part
- Le transfert sur cellulos, les animations sont refaites à partir des dessins nettoyés sur des cellulos.
- Le laboratoire de peintures, les "chimistes" conçoivent les peintures requises par les animateurs
- L'encrage et la peinture, les cellulos sont perfectionnés avec des encres et peintures conçues à l'étape précédente
- L'enregistrement caméra, les cellulos sont placés au-dessus des décors et photographiés par une caméra multiplane.
- Le montage, mises bout à bout les scènes donnent vie aux personnages.

Enfin un cinéma nommé Disney Classics Theater présentait des extraits des meilleurs films Disney.

#### Une simple exposition

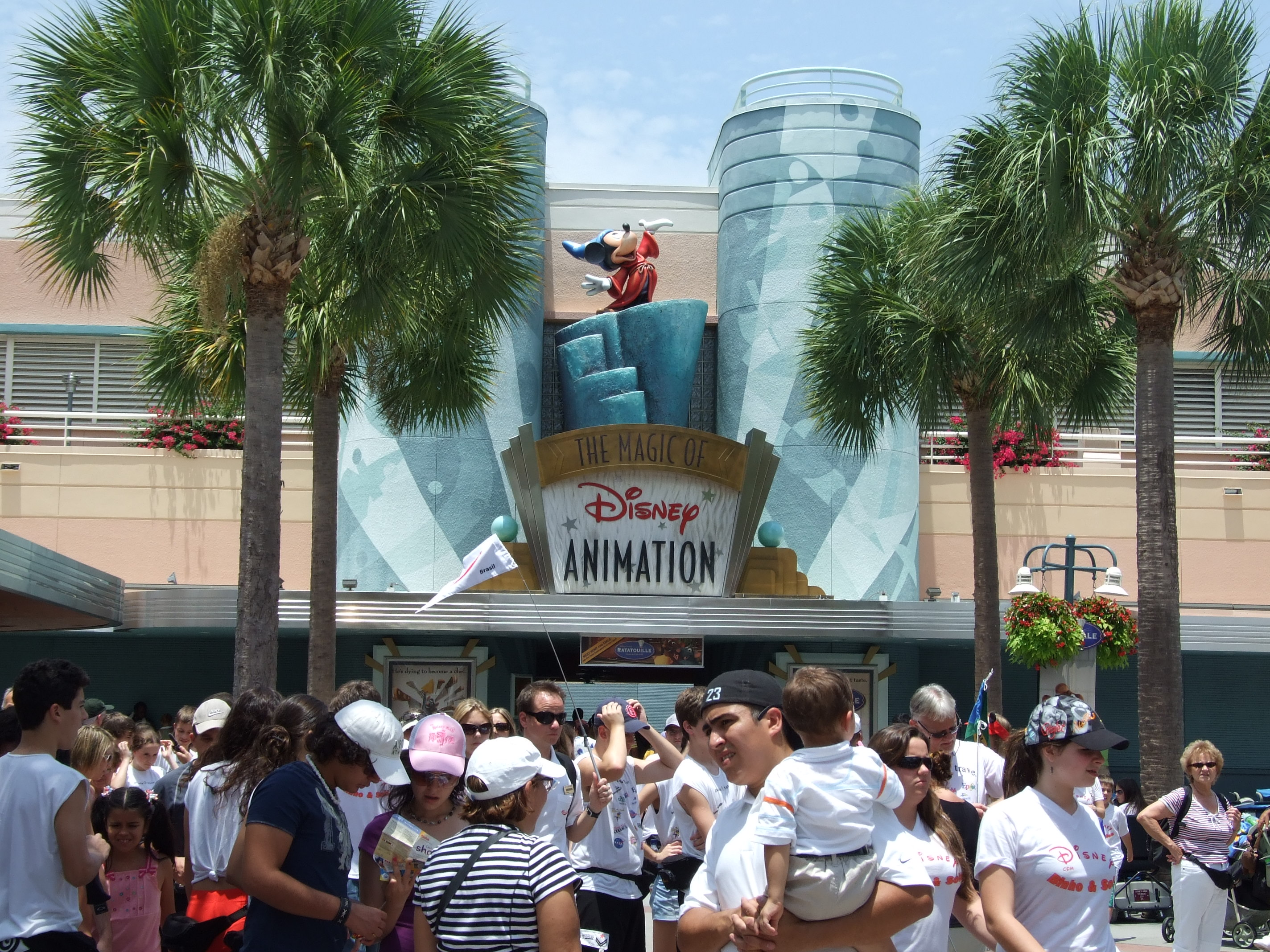
Entrée de l'attraction

L'attraction a été transformée comme ses consœurs Art of Disney Animation en une exposition mais a conservé son nom de Magic of Disney Animation.
En novembre 2003, l'attraction est revue avec le départ depuis janvier des animateurs de Walt Disney Animation Florida. Le 29 juin 2015, Disney annonce la fermeture de l'attraction à compter du 12 juillet 2015,,.
- Ouverture :  novembre 2003
- Rénovation : octobre 2004
- Fermeture : 12 juillet 2015
- Durée : 25-30 min
- Situation : 28° 21′ 28″ N, 81° 33′ 40″ O

L'attraction débute par un film sur les techniques de l'animation nommé Drawn to Animation dans lequel un cast member/"artiste" interagit avec Mushu, le petit dragon de Mulan sorti en 1998. Ensuite le visiteur entre dans l'Animation Academy, un large espace d'activités interactives :
- Create your own Disney character permet sur une table d'animation en forme de tête de Mickey de dessiner
- The Sound Stage permet de jouer avec une banque d'effets sonores
- Digital Ink and Paint ; des ordinateurs permettent de "peindre" des scènes
- You're a Character ; Lumière (de La Belle et la Bête) pose une série de questions pour définir quel personnage de Disney possède le caractère le plus proche du visiteur
- Animation Gallery expose des reproductions de trophées et extraits de films.

### Disney California Adventure

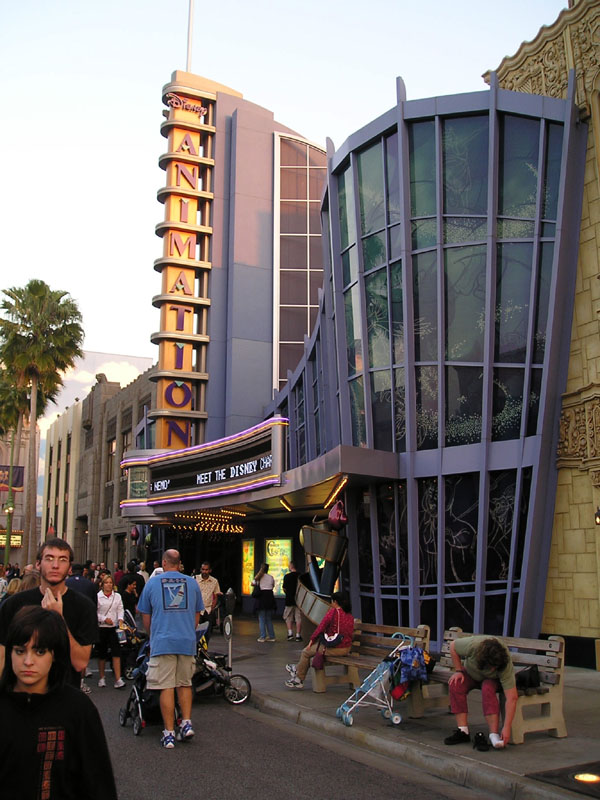
entrée de l'attraction Disney Animation

À l'ouverture du parc cette exposition était très interactive avec les animateurs de Disney interagissant avec un public dans des séances explicatives et éducatives, mais depuis l'arrêt de ces dernières elle n'est plus qu'une exposition (un walkthrough exhibition).
En 2003, le maigre concept utilisé pour l'attraction homonyme des Walt Disney Studios (France) fut appliqué réduisant l'intérêt pour le visiteur.
En juillet 2005 un concept de discussions avec un personnage Disney sur écran doit ouvrir. Ayant ouvert en 2004 en Floride, le Turtle Talk with Crush utilise le personnage de Crush, la tortue de 150 ans du Monde de Nemo.
- Ouverture : 1er janvier 2001 (avec le parc)
- Rénovation :
  - 2003 : application du concept des Walt Disney Studios
  - juillet 2005 : ouverture d'une section Turtle Talk with Crush
- Durée : 25 min
- Situation : 33° 48′ 27″ N, 117° 55′ 03″ O

### Walt Disney Studios
Le projet initial était de présenter une partie des vrais animateurs de Walt Disney Animation France au travail, fraîchement déménagés de leurs studios parisiens de Montreuil. La visite aurait alors eu une touche de réalisme. Mais pour des raisons financières, le studio Disney est resté où il était, jusqu'à sa fermeture puis vente en juin 2002 soit quatre mois après l'ouverture du parc.
L'attraction commence par une salle contenant des éléments interactifs provenant de l'industrie du cinéma. Le deuxième salle montre un film qui est une compilation des films dans toutes les langues de l'Europe. Puis dans la troisième salle, un animateur nous explique comment est choisi un nouveau personnage (ici Mushu issu de Mulan). Cette séance se termine par une bande annonce du dernier Disney.
Dans la dernière salle, des éléments interactifs vous permettent de dessiner, de faire des doublages et du bruitage. Une partie de cette salle permet d'apprendre à dessiner avec un animateur et de repartir avec son dessin.
La version dans le parc est présentée alternativement en anglais et en français. À l'occasion de l'ouverture des attractions Cars Quatre Roues Rallye et Crush's Coaster (le 9 juin 2007) le bâtiment a été repeint en bleu.
- Ouverture : 16 mars 2002 (avec le parc)
- Fermeture : 7 janvier 2019
- Durée : 25 min
- Situation : 48° 52′ 02″ N, 2° 46′ 43″ E

### Hong Kong Disneyland
- Ouverture : 14 juillet 2007
- Durée :
- Édifice : The Opera House dans Main Street
- Situation : 22° 18′ 48″ N, 114° 02′ 36″ E